# Kościół Wniebowzięcia Najświętszej Maryi Panny w Wierzbnej
Kościół Wniebowzięcia Najświętszej Maryi Panny – rzymskokatolicki kościół parafialny we wsi Wierzbna, należący do dekanatu Świdnica-Wschód diecezji świdnickiej.

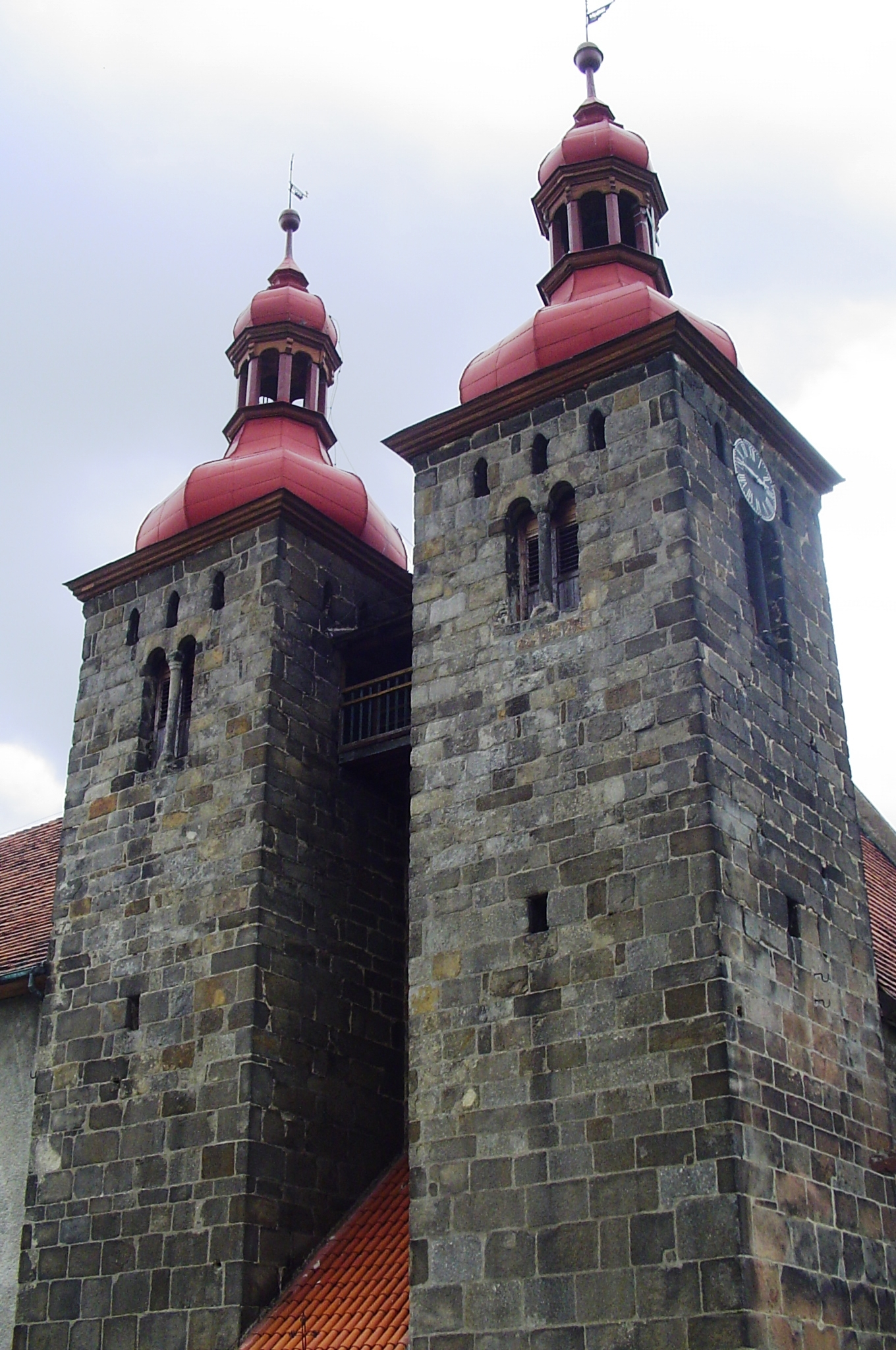
Wieże romańskiej części kościoła z widocznymi zachowanymi biforiami.

Pierwotnie wybudowany w pierwszej połowie XIII wieku (lata 1230-1250) w stylu romańskim, wzmiankowany po raz pierwszy w 1283. Budowla romańska jest jednonawowa, od zachodu przylegają do niej dwie wieże z zachowanymi romańskimi biforiami, zwieńczone barokowymi hełmami cebulastymi. Kościół został wzniesiony z bloków granitowych. Jest to jedna z najlepiej zachowanych budowli romańskich na Dolnym Śląsku. W latach 1960–1962 odsłonięto przykryte tynkiem średniowieczne polichromie i feski z kilku okresów: późnoromańskie z II poł. XIII w., gotyckie z XV w. ze scenami Sądu Ostatecznego i późnogotyckie z I poł. XVI w., ich restaurację zakończono w 1969. Kościół w 1357 stał się własnością zakonu cystersów z Kamieńca Ząbkowickiego, a w 1585 cystersów z Krzeszowa.
W latach 1729-30 cystersi krzeszowscy dobudowali do romańskiego kościoła od strony północnej nową, barokową nawę. Od tego czasu pierwotny romański kościół pełni funkcję kaplicy i empory organowej dla nowej, większej świątyni. Dobudowana bryła jest prosta i pozbawiona typowych dla architektury baroku dekoracji. Jej wyposażenie stanowią elementy przeniesione z kościoła w Krzeszowie, w tym obraz Michaela Willmanna, w związku z którym kościół znajduje się na Szlaku Sakralnej Sztuki Barokowej im. Michaela Willmanna. Kościół był własnością cystersów z Krzeszowa aż do czasu likwidacji zakonu przez władze pruskie w 1810.